# Азійська хокейна ліга 2025—2026
Азійська хокейна ліга 2025—2026 — 21-й ігровий сезон ліги. Чемпіонат стартує 6 вересня 2025 року, а фінішує у квітні 2026 року.

## Команди
До п'яти команд сезону 2024–25 років приєднався новостворений клуб «Кобе Старс».
| Діючі             | Місто     | Країна         | Заснований |
| ----------------- | --------- | -------------- | ---------- |
| Нікко Айс Бакс    | Нікко     | Японія         | 2003       |
| Одзі Іглс         | Томакомай | Японія         | 2003       |
| Анян Халла        | Анян      | Південна Корея | 2003       |
| Ред Іглс Хоккайдо | Томакомай | Японія         | 2003       |
| Тохоку Фрі Блейдс | Хатінохе  | Японія         | 2008       |
| Кобе Старс        | Кобе      | Японія         | 2025       |